# Justine Schiavo-Hunt
Justine Schiavo-Cazar (9 de septiembre de 1966) es una fotoperiodista y fotógrafa de diarios estadounidense.
Es conocida mayoritariamente por su trabajo como fotógrafa de personal para El Globo de Boston y Boston.com. Su trabajo incluye las noticias de última hora de Boston y de Nueva Inglaterra, EMS, pictorials, delito, tribunales y deportes. En 1989, Schiavo se graduó por la Universidad Nororiental con un B.A en periodismo.
Después de su paso por la universidad, estuvo brevemente empleada en el Heraldo de Boston. En 1990,  empezó a trabajar en el Globo de Boston, hasta 2008.
Su trabajo y contribución al fotoperiodismo es importante cuando ese periodismo era predominantemente masculino a principios de los 1990s. Sus fotos en Boston Globe también pueden ser encontrados bajo Justine Ellement.

## Imágenes
Algunos de su ampliamente en circulación imágenes incluyen: los retratos de Mitt Romney y William Bain Jr en Copley Plaza. Mark de Facebook Zuckerberg y en libros del Globo de Boston: La Crisis en la Iglesia católica: Los hallazgos de la investigación que inspiraron el cuadro de movimiento importante Spotlight... Y "Finalmente: Rojo Sox es los Campeones Después de 86 Años".